# Ramakrishna Mission
La Misión Ramakrishna (bengalí: রামকৃষ্ণ মিশন) es una organización filantrópica, voluntaria y religiosa vedántica fundada el 1 de mayo de 1897 por Swami Vivekananda, quien fue discípulo directo de Ramakrishna. Sri Sarada Devi desempeñó un papel clave en su creación y desarrollo. 
La organización realiza un amplio abanico de tareas, desde la asistencia sanitaria, el socorro en desastres naturales, la gestión rural, hasta la educación primaria, superior y cultural. La misión se basa en los principios del karma yoga (principio de trabajo desinteresado ofrecido a Dios). Su sede está ubicada dentro del monasterio de Belur, Bengala Occidental (India), al igual que su organización gemela la comunidad monástica Ramakrishna (Ramakrishna Math). Utiliza los esfuerzos conjuntos de centenares de monjes y miles de seguidores.
La Misión obtuvo el estatus jurídico en el momento de su inscripción en la India el 1909 en virtud de la Ley XXI de 1860. Su gestión está a cargo de un consejo de administración. Aunque la Misión es una entidad jurídica diferente que la comunidad monástica Ramakrishna están estrechamente relacionadas. Los asesores elegidos por la Math también sirven para el consejo de administración de la Misión. La Sociedad Vedanta es la rama del Movimiento en occidente que trabaja más en el campo puramente espiritual que no de la protección social.

## Ideales y objetivos
Los ideales de la Misión tienen una naturaleza puramente espiritual y humanitaria, sin relación con el mundo político. Vivekananda lo resumió bajo el lema "renuncia y servicio", como el doble ideal nacional de la India moderna. Y el trabajo de la Misión es esforzarse para practicarlos y predicarlos. Bajo los principios de los Upanishads y Yoga al Bhagavad-Gita. Según Ramakrishna y Vivekananda, el servicio a los pobres es el servicio a Dios. Los servicios son considerados manifestaciones verdaderas de la Divinidad. 
El lema de la organización es Atmano Mokshartham Jagad-hitaya Cha. Traducido del sánscrito आत्मनॊ मोक्षार्थम् जगद्धिताय च, significa "para su propia salvación y para el bien del mundo".
Sus objetivos principales según la Unesco son:
- Difundir la idea de la divinidad potencial de cada ser y cómo manifestarla a través de cada acción y pensamiento.
- Difundir la idea de la armonía de las religiones a partir de la experiencia de Sri Ramakrishna que todas las religiones llevan a la realización de una misma realidad conocida por diferentes nombres en diferentes religiones. La Misión honora y valora los fundadores de todas las religiones mundiales como Buda, Cristo y Mahoma.
- Tratar todo el trabajo como culto y servicio al hombre como servicio a Dios.
- Hacer todos los intentos posibles de aliviar el sufrimiento humano mediante la difusión de la educación, la prestación del servicio médico, la extensión de la ayuda a los pobladores a través de los centros de desarrollo rural...
- Trabajar para el bienestar integral de la humanidad, sobre todo para el levantamiento de los pobres y los que están a la baja.
- Desarrollar personalidades armoniosas mediante la práctica combinada de Jnana, Bhakti y Karma Yoga.

## Actitud hacia la política
Swami Vivekananda prohibió que la organización participara en cualquier movimiento o actividad política, en base a la idea que los hombres sagrados son apolíticos.
Aun así, actualmente, casi el 95 % de los monjes disponen de tarjeta de identificación de votante. Para estar identificados y, especialmente, para poder viajar. Pero lo utilizan solo para propósitos de identificación y no para la votación. Como individuos, los monjes pueden tener opiniones políticas, pero estas no están pensadas para ser discutidas públicamente.

## Presidentes de la Ramakrishna Math y la Misión Ramakrishna
Lista de los presidentes (líderes espirituales) de la orden monástica Ramakrishna y de la Misión Ramakrishna. Desde 1901 se deja de utilizar el término "presidente general" por "presidente":
- Swami Vivekananda (1897 -1901) (fundador y presidente general)

Presidentes
1. Swami Brahmananda (1901-1922)
2. Swami Shivananda (1922-1934)
3. Swami Akhandananda (1934-1937)
4. Swami Vijnanananda (1937-1938)
5. Swami Shuddhananda (1938-1938)
6. Swami Virajananda (1938-1951)
7. Swami Shankarananda (1951-1962)
8. Swami Vishuddhananda (1962-1962)
9. Swami Madhavananda (1962-1965)
10. Swami Vireshwarananda (1966-1985)
11. Swami Gambhirananda (1985-1988)
12. Swami Bhuteshananda (1989-1998)
13. Swami Ranganathananda (1998-2005)
14. Swami Gahanananda (2005-2007)
15. Swami Atmasthananda (2007–2017)